# Lug - Jasenak
Lug - Jasenak este o arie protejată (sit de importanță comunitară — SCI) din Croația întinsă pe o suprafață de 95,3 ha, integral pe uscat.

## Localizare
Centrul sitului Lug - Jasenak este situat la coordonatele 45°14′04″N 15°01′40″E / 45.234442°N 15.027727°E.

## Înființare
Situl Lug - Jasenak a fost declarat sit de importanță comunitară în iulie 2013 pentru a proteja 1 specie de plante.

## Biodiversitate
Situată în ecoregiunea alpină, aria protejată nu include niciun habitat protejat.
La baza desemnării sitului se află o specie protejată de  plante: Buxbaumia viridis.